# اعضای مراسم عروسی (فیلم)
اعضای مراسم عروسی (به انگلیسی: The Member of the Wedding) فیلمی در ژانر درام به کارگردانی فرد زینمان است که در سال ۱۹۵۲ منتشر شد. ستارگان این فیلم اتل واترز و جولی هریس هستند. داستان این فیلم در شهری کوچک در ایالت‌های جنوبی آمریکا اتفاق می‌افتد.
جولی هریس به خاطر ایفای نقش در این فیلم نامزد جایزه اسکار بهترین بازیگر نقش اول زن شد ولی آن را به شرلی بوت که در فیلم برگرد، شبای کوچک (۱۹۵۲) بازی کرده بود، باخت. بعدها نسخ‌های دیگری از رمان مک‌کالرز برای تلویزیون ساخته شد، یکی از آنها در سال ۱۹۵۸، که کلودیا مک‌نیل در نقش برنیس بازی کرد، و دیگری در ۱۹۸۲ با بازی پرل بیلی بود.

## بازیگران
- آرتور فرانتس
- براندون دی وایلد
- دیکی مور
- اتل واترز
- جولی هریس
- نانسی گیتس